# Sarah Glerup
Sarah Glerup Kristensen (født 18. marts 1985) er en dansk politiker, tegneserietegner, kommunikationsmedarbejder og tidligere X Factor-deltager. 

## Opvækst og tidlig karriere
Glerup er vokset op på Lolland. Allerede som otte-årig var hun politisk aktiv i skolen. 
I 2004 blev hun student fra Vordingborg Gymnasium. Det var med et karaktergennemsnit på 11,5 efter 13-skalaen,
senere angivet som Danmarks højeste det år.
Glerup er tegneserietegner og har modtaget Pingprisen i kategorien "Bedste danske nettegneserie" i 2014 for sin blog Det Sarahkastiske Hjørne.
Hun oversatte Alison Bechdels grafiske roman Bedemandens datter, der blev udgivet på dansk i 2008.
Glerup er uddannet cand.mag. i film og medievidenskab fra Københavns Universitet, og hun er ansat hos Enhedslisten som kommunikationsmedarbejder.

## Politisk karriere
Glerup var opstillet i Tårnbykredsen ved Folketingsvalget 2015, hvor hun fik 866 personlige stemmer i Københavns Storkreds.
Glerup blev 3. stedfortræder for partiet i kredsen.
Hun afløste Pelle Dragsted i Folketinget i forbindelse med hans korte orlov i april 2016.
Hun blev da det første folketingsmedlem, der var kørestolsbruger.

## Deltagelse i X Factor 2016
Glerup deltog i den danske udgave af X Factor i 2016.
Med Thomas Blachman som mentor nåede hun til andet liveshow. Hun sang blandt andet Goldfrapps "Strict Machine", Tom Waits' "Time", Stoffer & Maskinens "Vi to er smeltet sammen" og Depeche Modes "Enjoy the Silence".